# Terbók
Terbók (1899-ig Trebichava, szlovákul Trebichava) község Szlovákiában, a Trencséni kerületben, a Báni járásban.

## Fekvése
Bántól 15 km-re északra fekszik.

## Története
A települést a német jog alapján alapították a 14. század végén. Első írásos említése 1396-ban „Trebichava” alakban történt. 1479-ben „Therbok”, 1481-ben „Trebychawa”, 1598-ban „Trebichawa” néven említik. Előbb a beckói, majd a zayugróci uradalom része volt. Területén uradalmi major és kőbánya működött. 1598-ban malom és 13 ház állt a településen. 1720-ban 7 adózója volt. 1784-ben 35 házában 64 családban 340 lakos élt.
A 18. század végén Vályi András így ír róla: „TREBISOVA. Tót falu Trentsén Várm. földes Urai Gr. Kolonits, és B. Záy Uraságok, lakosai katolikusok, fekszik N. Szlatinához nem meszsze, mellynek filiája; határja középszerű.”
1828-ban 35 háza és 461 lakosa volt. Lakói mezőgazdasággal, erdei munkákkal, gyümölcstermesztéssel, később főként mezőgazdasági idénymunkákkal foglalkoztak.
Fényes Elek 1851-ben kiadott geográfiai szótárában így ír a faluról: „Trebichova, tót falu, Trencsén, most F. Nyitra vmegyében, a zay-ugróczi uradalomban: 118 kath., 230 evang., 6 zsidó lak.”
A trianoni diktátumig Trencsén vármegye Báni járásához tartozott.
A háború után lakói közül sokan kivándoroltak a tengerentúlra.

## Népessége
| Év:            | 1994. | 2004.    | 2014.   | 2024.   |
| -------------- | ----- | -------- | ------- | ------- |
| Emberek száma: | 65    | 38       | 39      | 36      |
| Eltérés:       |       | -41,53 % | +2,63 % | -7,69 % |

| Év:            | 2023. | 2024. |
| -------------- | ----- | ----- |
| Emberek száma: | 36    | 36    |
| Eltérés:       |       | +0 %  |

1910-ben 530-an lakták, ebből 520 szlovák, 2-2 német és magyar, valamint 6 egyéb anyanyelvű volt.
1921-ben 573 lakosa volt.
1930-ban 500 lakosa volt.
1970-ben 270 lakosa volt.
1980-ban 157 lakosa volt.
1991-ben 79 lakosa volt.
2001-ben 44 lakosából 43 szlovák és 1 cseh volt.
2011-ben 43 lakosa volt, mindegyik szlovák.

## Nevezetességei
- Klasszicista harangláb a 19. század elejéről.